# Seawaymax

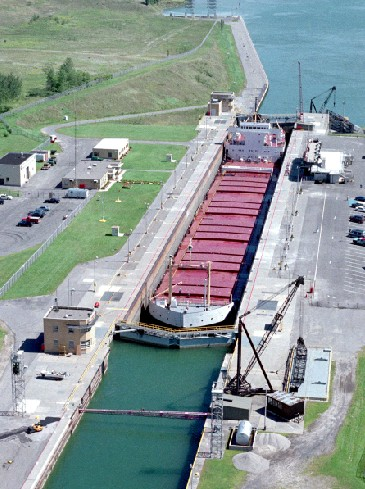
Écluse Eisenhower sur la Voie maritime du Saint-Laurent.

Les navires de taille Seawaymax sont les navires naviguant sur la voie maritime du Saint-Laurent et ayant des dimensions leur permettant d'emprunter les écluses.
Les dimensions maximales permises par les écluses sont de 225,55 mètres de longueur hors-tout, 23,80 mètres de largeur, et un tirant d'eau de 8,08 mètres. En 2006, au moins 28 vraquiers des Grands Lacs étaient trop gros pour pouvoir passer par ces écluses.
Le plus grand navire à être passé par les écluses transportait 28 052 tonnes de minerai de fer. La plupart des navires récemment construits le sont en dessous de cette limite, afin de pouvoir les utiliser en dehors des Grands Lacs et donc de les utiliser plus souvent.

Comparaison de l'encombrement Seawaymax à d'autres standards de navires (vue isométrique).